# 30252 Textorisová
30252 Textorisová è un asteroide della fascia principale. Scoperto nel 2000, presenta un'orbita caratterizzata da un semiasse maggiore pari a 2,3398026 UA e da un'eccentricità di 0,1778481, inclinata di 7,65720° rispetto all'eclittica.